# Мин-Жыгач
Мин-Жыгач (до 2024 года — 50 лет Киргизии) — село в Лейлекском районе Баткенской области Кыргызстана. Входит в состав Тогуз-Булакского айылного аймака.

## География
Село расположено в западной части области, на берегах реки Тогуз-Булак, на расстоянии приблизительно 12 километров (по прямой) к востоку от города Раззакова, административного центра района. Абсолютная высота — 1602 метра над уровнем моря.

## Население
Согласно оценочным данным Национального статистического комитета Кыргызской Республики, численность населения села на начало 2023 года составляла 2219 человек.
| год     | 2009 | 2014 | 2015 | 2020 | 2021 | 2023 |
| ------- | ---- | ---- | ---- | ---- | ---- | ---- |
| человек | 1658 | 1734 | 1798 | 2093 | 2162 | 2219 |